# NGC 4496B
NGC 4496B is een onregelmatig sterrenstelsel in het sterrenbeeld Maagd. Het hemelobject werd op 23 februari 1784 ontdekt door de Duits-Britse astronoom William Herschel.

## Synoniemen
- ZWG 42.144
- KCPG 343B
- VV 76
- VCC 1376
- PGC 41473